# تری‌ال
تری‌ال(به انگلیسی: Triol) دسته ای از الکل‌ها هستند که شامل سه گروه عاملی هیدروکسیل (–OH) باشند. گلیسرین نمونه شناخته شده‌ای از تری ال‌ها است.